# Shangpa-Kagyü
Die Shangpa-Kagyü-Schule (tib.: shangs pa bka' brgyud) ist eine der Kagyü-Tradition des tibetischen Buddhismus (Vajrayana) nahestehende eigenständige Schule. Sie wird oft fälschlicherweise neben den sogenannten 8 kleineren Schulen als eine der Schulen, die aus der Übertragungslinie der Kagyü-Schule von Marpa dem Übersetzer (1012–1097) hervorgingen, genannt, ist aber genau genommen nicht aus dieser Übertragung hervorgegangen, sondern muss als eigenständige Linie neben jener von Marpa betrachtet werden.
Der tibetische Buddhismus teilt sich in vier Hauptschulen auf, diese sind: Nyingma, Kagyü, Sakya, Gelug.

## Niguma, Sukhasiddhi und der Yogi Kadrup Kyongpo Naljor
Von dem Yogi Khyungpo Naljor (tib.: khyung po rnal 'byor; 978/990–1127) geht die sogenannte Shangpa-Kagyü Tradition aus. Er lernte in Indien bei den Dakinis Niguma, der tantrischen Gefährtin Naropas und bei Sukhasiddi, Schülerin des Meisters Virupa, sowie bei Maitripa und anderen Meistern. Es wird gesagt, er habe bei nicht weniger als 150 Lehrern gelernt. Aufgrund der Verbindung zu Naropa, einem der Vorväter aller Kagyü-Schulen und wegen ihrer Praktiken werden die Shangpa zu den Kagyü-Schulen gerechnet.
Die Shangpa-Linie ist heutzutage aber nur noch in Teilen als eigenständige Schule erhalten. Sie ist in die Sakya- und die anderen Kagyü-Schulen aufgegangen. Auch Tsongkhapa, der Begründer der Gelugpa-Schule, erhielt die Lehren der Shangpa-Kagyü-Schule übermittelt. Shangpa Rinpoche und der gegen Ende des 20. Jahrhunderts auch im Westen bekannte, verstorbene Meister Kalu Rinpoche waren (u. a.) Linienhalter der Shangpa-Kagyü-Lehren. Die besondere Lehre der Shangpa-Kagyü-Tradition sind die sogenannten „Sechs Yogas von Niguma“ (tib.: ni gu'i chos drug).